# Houssay (cráter)
Houssay es un cráter de impacto ubicado en la cara oculta de la Luna, cerca del Polo Norte del satélite. Se halla al noreste y directamente adyacente al cráter Nansen. Otros cráteres vecinos son Bosch al norte-noreste y Cai Lun al sur-sureste.
|  |

Es un cráter de forma poligonal, considerablemente desfigurado por el efecto de sucesivos impactos. Su brocal está marcado por una serie de cráteres de varios tamaños, con la parte sureste cubierta por una pequeña cadena de cráteres. La parte inferior de la cuenca del cráter, debido a su proximidad al Polo Norte lunar, se encuentra en una umbría permanente.
La UAI le asignó en el año 2009 el nombre del fisiólogo argentino Bernardo Houssay (1887-1971).